# Prix du roman des Romands
Le prix du roman des Romands est un prix littéraire suisse créé en 2009 par une enseignante de français, Fabienne Althaus Humerose, souhaitant mettre en place une version suisse du Goncourt des lycéens,.
Le jury du prix est constitué d'élèves des écoles secondaires de Suisse romande. Il distingue un livre d'un écrivain suisse ou résidant en suisse pré-sélectionné par un comité de lecture. Le prix est doté de 15 000 francs.

## Sélections et Lauréats

### 2009-2010
Sélection
- Jacques-Pierre Amée, Le butor étoilé, Infolio
- Alain Bagnoud, Le jour du dragon, L’Aire
- Nicolas Buri, Pierre de scandale, éd. d’autre part / Actes Sud
- Laure Chappuis, L’Enfant papillon, éd. d’autre part
- Yasmine Char, La Main de Dieu, Gallimard
- Odile Cornuz, Biseaux, éd. d’autre part
- Pascale Kramer, L’implacable brutalité du réveil, Mercure de France
- Jérôme Meizoz, Père et passe, éd. d’en bas / Le Temps qu’il fait
- Michaël Perruchoud, Les six rendez-vous d’Owen Saïd Markko, éd. Faim de siècle
- Rodolphe Petit, Il se peut qu’ils n’aient pas mangé assez de crustacés, Navarino
- Thomas Sandoz, La Fanée, G d’encre

Lauréate
- Yasmine Char pour La main de Dieu, Gallimard, 2008

### 2010-2011
Sélection
- Julien Burri, Poupée, Bernard Campiche éd.
- Sylviane Chatelain, Dans un instant, Bernard Campiche éd.
- Mathilde Fontanet, L’étang, Métropolis
- Marie Gaulis, Lauriers amers, Zoé
- Alexandre Glykine, Alypios, La Différence
- Catherine Lovey, Un roman russe et drôle, Zoé
- Jérôme Meizoz, Fantômes, éd. d’en bas
- Noëlle Revaz, Efina, Gallimard
- Thomas Sandoz, Même en terre, Grasset
- Jean-François Sonnay, Le Pont, Bernard Campiche éd.
- Philippe Testa, Sonny, Navarino

Lauréat
- Philippe Testa pour Sonny, Navarino, 2009

### 2011-2012
Sélection
- Jacques-Etienne Bovard, La cour des grands, Bernard Campiche éd.
- Reynald Freudiger, Angeles, l’Aire)
- Alexandre Friederich, Ogrorog, éditions des sauvages
- Pascale Kramer, Un homme ébranlé, Mercure de France
- Douna Loup, L’embrasure, Mercure de France
- Eric Masserey, Le Retour aux Indes, Bernard Campiche éd.
- Antoinette Rychner, Petite collection d’instants-fossiles, l’Hèbe
- Aude Seigne, Chroniques de l’Occident nomade, Paulette / Zoé
- Marie-Jeanne Urech, Les Valets de nuit, L’Aire

Lauréat
- Reynald Freudiger pour Angeles, L’Aire, 2011

### 2012-2013
Sélection
- Jacques-Pierre Amée, Le ciel est plein de pierres, Infolio
- Anne Cuneo, Un monde de mots, Bernard Campiche éd.
- Jean-François Haas, Le Chemin sauvage, Le Seuil
- Thierry Luterbacher, Évasion à perpétuité, Bernard Campiche éd.
- Quentin Mouron, Au point d’effusion des égouts, Olivier Morattel éd.
- Marius Daniel Popescu, Les couleurs de l’hirondelle, José Corti
- Daniel de Roulet, Fusions, Buchet Chastel
- Nicolas Verdan, Le patient du docteur Hirschfeld, Bernard Campiche éd.

Lauréat
- Nicolas Verdan pour Le patient du docteur Hirschfeld, Campiche, 2011

### 2013-2014
Sélection
- Anne Brécart, La lenteur de l’aube, Zoé
- Nicolas Couchepin, Les Mensch, Le Seuil
- Dominique de Rivaz, Rose Envy, Zoé
- Pascale Kramer, Gloria, Flammarion
- Max Lobe, 39, rue de Berne, Zoé
- Douna Loup, Les lignes de ta paume, Mercure de France
- Jérôme Meizoz, Séismes, Zoé
- Rose-Marie Pagnard, J’aime ce qui vacille, Zoé
- Jean-Pierre Rochat, L’écrivain suisse-allemand, Éd. d’autre Part

Lauréat
- Max Lobe pour 39 rue de Berne, Zoé, 2013

### 2014-2015
Sélection
- Sonia Baechler, On dirait toi, Bernard Campiche éditeur
- David Bosc, La claire fontaine, Verdier
- Roland Buti, Le Milieu de l’horizon, Zoé
- Silvia Härri, Loin de soi, Bernard Campiche éditeur
- Michel Layaz, Le tapis de course, Zoé
- Valérie Poirier, Ivre avec les escargots, Éd. d’autre part
- Philippe Rahmy, Béton armé, Éd. de La Table ronde
- Anne-Sophie Subilia, Jours d’agrumes, Éd. de l’Aire
- Alexandre Voisard, Oiseau de hasard, Bernard Campiche éditeur

Lauréat
- Roland Buti pour Le Milieu de l’horizon[4], Zoé, 2013

### 2015-2016
Sélection
- Jean-Jacques Bonvin, Le troisième animal, Éd. d’autre part
- Xochitl Borel, L’Alphabet des anges, Éd. de l’Aire
- Julien Bouissoux, Une autre vie parfaite, L’Âge d’Homme
- Jean-François Haas, Panthère noire dans un jardin, Le Seuil
- Dunia Miralles, Inertie, L’Âge d’Homme
- Amélie Plume, Tu n’es plus dans le coup !, Zoé
- Daniel de Roulet, Le démantèlement du cœur, Buchet Chastel
- Antoinette Rychner, Le Prix, Buchet Chastel

Lauréate
- Xochitl Borel pour L'Alphabet des anges[5], L'Aire, 2014

### 2016-2017
Sélection
- Claudio Ceni, Violence, Infolio
- Daniel Maggetti, La veuve à l’enfant, Zoé
- Bruno Pellegrino, Atlas Nègre, éditions Tind
- Olivier Sillig, Jiminy Cricket, L’Âge d’Homme
- Marie-Jeanne Urech, L’ordonnance respectueuse du vide, L’Aire
- Francine Wohnlich, Absence prolongée, édition des sauvages

Lauréat
- Claudio Ceni pour Violence, Infolio, 2015

### 2017-2018
Sélection
- Ajar – collectif littéraire, Vivre près des tilleuls, Flammarion
- Elisa Shua Dusapin, Hiver à Sokcho, Zoé
- Joseph Incardona, Permis C, BSN Press
- Antoine Jaccoud, Country, éditions d’autre part
- Max Lobe, Confidences, Zoé
- Catherine Lovey, Monsieur et Madame Rivaz, Zoé
- Frédéric Lamoth, Lève-toi et marche, Bernard Campiche éditeur
- Bastien Roubaty, Les Caractères, PLF édition

Lauréat
- Joseph Incardona pour Permis C, BSN Press, 2016

### 2018-2019
Sélection
- Raluca Antonescu, Sol, éditions de la Baconnière
- Laurence Boissier, Rentrée des classes, art&fiction
- Eric Bulliard, L'adieu à Saint-Kilda, éditions de l’Hèbe
- Julien Burri, Prendre l'eau, Bernard Campiche éditeur
- Thomas Flahaut, Ostwald, éditions de l’Olivier
- Jean-Pierre Rochat, Petite brume, éditions d’Autre Part
- Marina Skalova, Amarres, L’Âge d’Homme
- Céline Zufferey, Sauver les meubles, Gallimard

Lauréat
- Jean-Pierre Rochat pour Petite brume, éditions d'Autre part, 2017

### 2019-2020
Sélection
- Julien Bouissoux, Janvier, éditions de l’Olivier
- Sylviane Chatelain, Déchirures, Bernard Campiche éditeur
- Marie Houriet, Des Jours meilleurs, L’Aire
- Matthieu Mégevand, La bonne vie, éditions Flammarion
- Bruno Pellegrino, Là-bas, août est un mois d'automne, Zoé
- Marie-Jeanne Urech, La Terre tremblante, éditions Hélice Hélas

Lauréat
- Matthieu Mégevand pour La bonne vie, éditions Flammarion, 2018

### 2020-2021
Sélection
- Julie Guinand, Survivante, éditions d’Autre Part
- Frédéric Lamoth, Le cristal de nos nuits, Bernard Campiche éditeur
- Christian Lecomte, Cellule dormante, éditions Favre
- Jérôme Meizoz, Absolument moderne, Zoé
- Noël Nétonon Ndjékéry, Au petit bonheur la brousse, éditions Hélice Hélas
- Olivier Pitteloud, Après la colonie, L’Âge d’Homme

Lauréat
- Christian Lecomte pour Cellule dormante, éditions Favre, 2019

### 2021-2022
Sélection
- Alain Bagnoud, La Vie suprême, L’Aire
- Eric Bulliard, Michaël Perruchoud et Guillaume Pidancet, Ceux qui sont en mer, éditions Cousu Mouche
- Thomas Flahaut, Les nuits d'été, éditions de l’Olivier
- Madeleine Knecht Zimmermann, Des rues et des chansons, L’Aire
- Alexandre Lecoultre, Peter und so weiter, L’Âge d’homme
- Elisa Shua Dusapin, Vladivostok Circus, Zoé

Lauréat
- Thomas Flahaut pour Les nuits d'été, éditions de l’Olivier, 2020

### 2023-2024
Sélection
- Noël Nétonon Ndjékéry, Il n'y a pas d'arc-en-ciel au Paradis", Hélice Hélas Éditeur
- Anne-Sophie Subilia, L'Épouse, éditions Zoé
- Marie-Jeanne Urech, K comme almanach, Hélice Hélas Éditeur
- Fanny Desarzens, Galel, Slatkine
- Mélanie Richoz, Mouches, Slatkine
- Eugène, Lettre à mon dictateur, Slatkine

Lauréat
- Eugène pour Lettre à mon dictateur, éditions Slatkine, 2022[6]

### 2024-2025
Sélection
- Mélanie Croubalian, Azad
- Daniel de Roulet, Le bonnet rouge
- Mélanie Richoz, Nani
- Robin Corminboeuf, Un été à M.
- Marie Perny, Vie imaginaire de Cornelius G.

Lauréate
- Mélanie Richoz, Nani